# Skřipel
Skřipel (en allemand : Skripel) est une commune du district de Beroun, dans la région de Bohême-Centrale, en République tchèque. Sa population s'élevait à 127 habitants en 2020.

## Géographie
Skřipel se trouve à 15 km au sud de Beroun, à 19 km au nord de Příbram et à 38 km au sud-ouest de Prague.
La commune est limitée par Lážovice au nord, par Osov à l'est, par Velký Chlumec au sud-est, par Hostomice au sud et au sud-ouest, et par Neumětely au nord-ouest.

## Histoire
La première mention écrite de la localité date de 1232.